# 天現寺
天現寺（てんげんじ）は、東京都港区南麻布にある臨済宗大徳寺派の寺院。
山号は多聞山。

## 歴史・境内
享保4年（1719年）祥雲寺八世怡溪和尚の法嗣良堂和尚により、小日向御箪笥町にあった普明寺を現在地に移築し多聞山天現寺と改め開山した。
弘化2年（1845年）江戸大火に類焼したのち再興。更に1945年、第二次世界大戦の為戦火に焼けたが、1967年10月29日、再興落慶入仏供養が営まれた。
本尊として聖徳太子の御製と伝えられる毘沙門天の木像（樟の丸木作り、高さ三尺一寸（実寸103.5cm））を祭る。また境内には本堂、毘沙門堂、光孝天皇御陵のものといわれる石造の八重の石灯篭などがある
。
境内の施設・史跡
- 天現寺本堂
- 毘沙門堂
- 毘沙門堂と石柱

## 地理・周辺
渋谷川および笄川の合流点（合流点より下流は古川）の近くに立地し、門前に天現寺橋がある。近辺に明治通りおよび 外苑西通りが交差する天現寺交差点があり、東方には首都高速道路天現寺ランプがある。